# Kubilay Yilmaz
Kubilay-Türk Yilmaz (Sakarya, 9 luglio 1996) è un calciatore turco naturalizzato austriaco, attaccante dell'Isparta 32.

## Palmarès

### Club

#### Competizioni nazionali
- Campionato slovacco: 1

Spartak Trnava: 2017-2018
- Coppa di Slovacchia: 1

Spartak Trnava: 2018-2019